# С. Дж. Кинкейд
С. Дж. Кинкейд (на английски: S. J. Kincaid) е американска писателка на произведения в жанра фентъзи.

## Биография и творчество
Шели Джесика Кинкейд (Shelly Jessica Kincaid) е родена на Алабама, САЩ. Сестра ѝ Мередит Дюран е писателка на любовни романи. Израства в Калифорния и учи в гимназия в Ню Хемпшир. Учи в университетите на Илинойс и Охайо. В колежа, заедно с приятел пишат рйкопис, който не е издаден. След дипломирането си живее една година в Единбург, Шотландия, където решава да продължи да преследва писателската си кариера. Работи няколко временни работи и създава шест ръкописа (съвременни и паранормални любовни романи) преди да одобрена от издателя.
Първият ѝ роман „Insignia“ от едноименната фентъзи поредица е публикуван през 2012 г. Главният герой Том Рейнс напуска сенчестия живот на комарджия, за да постъпи в елитните футуристични бойни части и да помогне на страната си за победа в Втората световна война, както и да води живот, в който всяко действие има значение. Книгата е номинирана за наградата за детска литература „Waterstones“.
След първата си поредица пише още три непубликувани ръкописа, включително в този период учи за медицинска сестра, но не завършва.
През 2016 г. е издаден романът ѝ „Създадена да убива“ от поредицата „Диаболична“. Немезида е човекоподобно същество, и е създадена, за да пази с цената на живота си дъщерята на галактическия сенатор Империан – Сидония. Израстват като сестри, и един ден Немезида замества Сидония като заложник в Хризантемиума, галактическия двор на императора. Освен успеха на мисията ѝ, на карта е заложено и бъдещето на империята.
С. Дж. Кинкейд живее в Калифорния.

## Произведения

### Серия „Инсигния“ (Insignia)
1. Insignia (2012)
2. Vortex (2013)
3. Catalyst (2012)

- Allies (2013)

### Серия „Диаболична“ (Diabolic)
1. The Diabolic (2016)
Създадена да убива, изд.: ИК „Алма“, София (2017), прев. Павел Талев
2. The Empress (2017)